# Wat Paknam Phasi Charoen

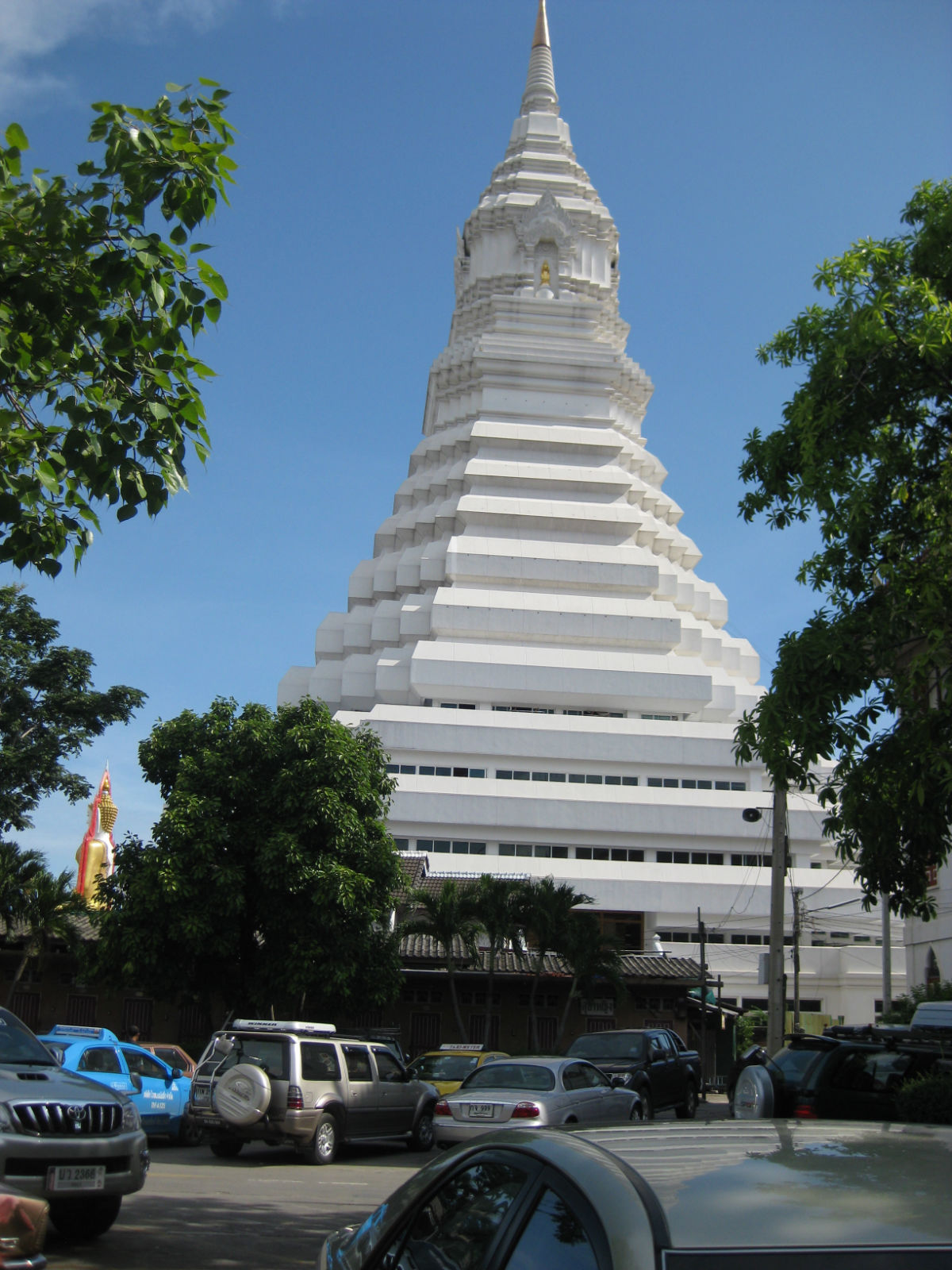
Wat Paknam Phasi Charoen (2011)

Wat Paknam Phasi Charoen (thailändisch วัดปากน้ำ ภาษีเจริญ; auch kurz: Wat Paknam – übersetzt etwa: „Kloster an der Flussmündung“; eigene Bezeichnung: Wat Paknam Bhasicharoen) ist ein buddhistischer Tempel (Wat) in Bangkok, der Hauptstadt von Thailand. Er ist ein Königlicher Tempel Dritter Klasse. Wat Paknam liegt in Bangkoks Stadtteil Phasi Charoen am Zusammenfluss dreier Khlongs: Khlong Bangkok Yai (คลองบางกอกใหญ่) fließt nördlich, Khlong Phasi Charoen (คลองภาษีเจริญ) westlich und Khlong Dan (คลองด่าน) östlich des Tempels.
Der Abt Somdet Phra Maha Ratchamangalacharn, wurde als der dienstälteste Mönch im Somdet-Rang am 28. Oktober 2013 kommissarisch zum obersten Mönchspatriarchen ernannt.

## Baugeschichte
Wat Paknam wurde bereits während der Ayutthaya-Periode – „zwischen 1488 und 1630“ – erbaut. König Rama III. ließ ihn renovieren und verlieh ihm dann den Status „Königlicher Tempel Dritter Klasse“. König Mongkut ließ an der Mündung des Khlong Phasi Charoen, der den Mae Nam Tha Chin (Tha-Chin-Fluss) über den Khlong Bangkok Yai mit dem Mae Nam Chao Phraya verbindet, direkt am Tempel eine Zollstation erbauen. Seitdem nennen Einheimische den Tempel Wat Paknam, was „Tempel an der Mündung des Flusses“ bedeutet.

## Meditationszentrum
Wat Paknam hatte schon seit langer Zeit eine bedeutende Meditationsschule, dadurch wohnen während der Regenzeit (Vassa) viele hundert Mönche hier.
Etwa im Jahr 1914 wurde vom Mönch (Bhikkhu) Phra Mongkol-Thepmuni („Luang Pho Sot“; 1885–1959) eine neue Meditationsbewegung ins Leben gerufen. Luang Pho Sot gab an, die Dhammakaya-Meditation wiederentdeckt zu haben, und behauptete, dass sie der Weg war, auf dem auch der Buddha (Siddhartha Gautama) die Erleuchtung erlangt habe. 1916 wurde Luang Pho Sot Abt des Wat Paknam. Seine Anhänger gründeten später den Wat Phra Dhammakaya, der bei der einheimischen Bevölkerung große Zustimmung aber auch herbe Kritiken erfuhr. Wat Paknam und die Dhammakaya-Meditation erlangten so eine große Bekanntheit.

## Sehenswürdigkeiten
- Die Bibliothek (Hor Trai) wurde angeblich von Handwerkern König Narais erbaut.
- Die Front der Ordinationshalle (Phra Ubosot) ist mit Glas-Skulpturen geschmückt, das Dach wird von massiven Teakholz-Stämmen getragen.
- Sala Maw Saw Jaw – Im „Luang-Pho-Sot-Pavillon“ (Sala) steht eine Statue des Gründers der Dhammakaya-Bewegung.